# 필리파 풋
필리파 루스 풋(Philippa Ruth Foot, 1920년 10월 3일 – 2010년 10월 3일)는 영국의 철학자로, 아리스토텔레스의 윤리에서 영감을 받아 현대 덕 윤리학에 중요한 공헌을 하였다.그녀의 후기 경력은 1950년대와 1960년대의 그녀의 작품에서 상당한 시각 변화를 나타냈다. 규범 윤리의 재출현, 특히 결과주의와 비인지주의에 대한 그녀의 비판은 결정적이었다. 익숙한 예는 광차 문제에 대한 지속적인 논의다. 비록 풋이 그에게서 취급되는 재료를 거의 명시적으로 다루지 않았지만, 풋의 접근은 루트비히 비트겐슈타인의 후기 저작의 영향을 받았다.

## 같이 보기
- 주디스 자비스 톰슨
- G. E. M. 앤스콤
- 사고 실험
- 광차 문제